# Schausia coryndoni
Schausia coryndoni là một loài bướm đêm trong họ Noctuidae.